# 水戸事件
水戸事件（みとじけん）は、1995年に茨城県水戸市で発覚した知的障害者に対する暴行・強姦事件。

## 概要
茨城県水戸市の段ボール加工会社の有限会社アカス紙器（有限会社水戸パッケージを経て現・有限会社クリーン水戸）は積極的に知的障害者を従業員として雇用し、従業員全員を会社の寮に住まわせていた。アカス紙器社長のMは、障害者雇用に熱心な名士として地元では尊敬されていた。
しかし1995年10月、アカス紙器が障害者雇用により国から交付される特定求職者雇用開発助成金を受け取っていながら、実際には知的障害者の従業員に対してほとんど賃金を支払っていないことが発覚し、翌年Mは詐欺容疑で逮捕された。
詐欺容疑でMの近辺を捜査する過程、Mが長年にわたり、従業員の知的障害者に対して虐待・暴行を行っていたことが判明した。その内容は、角材や野球のバットで殴る・両膝の裏にジュースの缶や角材を挟んで正座させ、膝の上に漬物石を乗せて長時間座らせておくといった拷問ともいうべきものであった。知的障害者の従業員たちは満足に食事を与えられておらず、時にはタバスコをふりかけた飯や腐りかけたバナナなどを食べさせられることもあったという。さらに知的障害者の女性従業員に対する強姦も頻繁に行われ、被害者は10人近くにのぼると言われている。
水戸警察署は、詐欺事件だけでなく知的障害者に対する暴行・強姦事件に関しても捜査を開始したが、被害を受けた日時や状況を正確に証言出来る被害者が少なく、「公判を維持できない」という理由で警察も水戸地方検察庁も立件に消極的であった。結局、Mは詐欺罪および暴行2件・傷害1件で起訴され、それ以外の暴行・強姦事件はすべて不起訴となった。

### 裁判
1997年3月28日、水戸地方裁判所はMに対し、「懲役3年執行猶予4年」の判決を下した。松尾昭一裁判長が実刑をつけない理由として、Mが「障害者雇用に熱心に取り組んだ」ことをあげた。
この際、判決に激昂した被害者の家族や支援者は、裁判所から足早に立ち去ろうとするMの乗った自動車を取り囲んだ。その際フロントガラスを破損させたりして、器物損壊罪で支援者1名が現行犯逮捕された。また取り囲んだ際、Mやその弁護士である種田誠（元参議院議員、社会党）のネクタイをつかんだりしたとして、代表的立場であった女性支援者が暴行容疑で後日逮捕された。さらにMを車の中から解放しなかったとして、当日の混乱の際に警察官や裁判所職員と折衝を行った支援団体の事務局長が監禁容疑で逮捕され、すでに勾留されていた現行犯逮捕の支援者と女性支援者も逮捕・監禁罪で再逮捕された。3名ともに起訴後も長期勾留された中で裁判が行われ、現行犯逮捕された支援者は執行猶予付き判決であったが、支援者の女性と事務局長の男性は無罪を主張していたが、実刑判決が下され、2003年4月15日に確定している。支援者2名をMより重い刑罰で処罰したことについて、支援運動つぶしの「不当逮捕・不当判決」といった声が関係者から出ている。
不起訴のため刑事裁判では審理されなかったことに対して不満を持った女性の元従業員3名は、Mを民事裁判で訴えた。Mは性的虐待の事実について全て否認したが、水戸地方裁判所は原告の訴えを全面的に認め、2004年3月31日、被告人に対し被害者3名に1500万円（1人500万円）の賠償金を支払うよう命ずる判決を下した。Mは控訴したが、東京高等裁判所は同年7月21日控訴を棄却した。上告を断念し、判決は確定している。

## 関連作品
1998年には、この事件をモデルにしたテレビドラマ「聖者の行進」がTBSで放送された。